# IC 5011
IC 5011 — галактика типу SB0 (компактна витягнута галактика) у сузір'ї Мікроскоп.
Цей об'єкт міститься в оригінальній редакції індексного каталогу.